# 니시야 유키
니시야 유키(일본어: 西谷 優希, 1993년 10월 5일~)는 일본의 축구 선수이다.

## 구단 경력
그는 2018년 J2리그의 도치기 SC에 입단했다. 2023년까지 178경기에 출전하여, 5득점을 넣었다. 2024년 J3리그의 츠바이겐 가나자와로 이적했다.